# 坐七
坐七（希伯來語：שבעה），音譯為習瓦，猶太教的喪禮習俗，為身邊最親近的親人，進行七天的守喪。希伯萊文原義是七的意思。適用於坐七習俗的是三等親之內的人，如父母、兄弟、姐妹、或是配偶。在葬禮結束之後，親屬就進入哈拉卡所說的哀悼階段(希伯來語：אבל，avel，意為哀悼)，在這段期間內要遵守許多禁忌。至第七天後，進行Keriah儀式後，就結束坐七的儀式。
因為在這段期間內，家屬不可以坐在高於30公分的椅子上，所以被稱為坐七。

## 語源
希伯來文"שבעה"(shiva)代表數字7。悼念七天的傳統是源於創世紀50:1-14節中，「約瑟為他的父親以色列哀哭了七天」。

## 守喪長短[2]
正式坐七時長為七天，從葬禮當天起算，為第一天。坐七儀式從悼念者於葬禮之後抵達指定地點開始，通常於第七天早上結束。坐七期間若有安息日，則不舉行正式的悼念，但那天仍會算作坐七的一天。有時候會有一組由十位猶太教崇拜會眾的團體(minyan)，搭配一位朗誦妥拉的猶太教男子，在坐七者家中舉行舉行猶太教儀式、崇拜等
如果坐七期間，遇上了特殊安息日(Yom Tov)，例如猶太新年(Rosh Hashanah)、贖罪日(Yom Kippur)、住棚節(Sukkot)、逾越節(Passover)及五旬節(Shavuot)的第一天，不管遵守了多少守喪日，坐七就會結束。若是特殊安息日是在葬禮當天入夜後開始，則剩餘的守喪期間就會取消。
如果親人於特殊安息日死亡，在葬禮結束前，坐七不會開始。通常葬禮並不會在特殊安息日進行，會在期間工作日(Chol HaMoed)，也就是住棚節或逾越節之後的日子。
葬禮若在逾越節的期間工作日舉行，坐七則會在特殊安息日結束之後才開始。在散居猶太人之間，大部分的特殊安息日持續兩天，悼念儀式則在特殊安息日的第二天開始，但這天仍會被算作坐七的一天。

## 坐七習俗
傳統上，葬禮結束後的第一餐稱作「慰問餐」(希伯來語: סעודת הבראה)，是由鄰居及朋友來準備。守喪者不得因舒服為由而沐浴或沖澡，他們不能穿上皮製鞋子或佩戴珠寶，男人不能剃鬍，而在許多猶太社群甚至會將鏡子暫時遮蓋住。洗澡的限制包括全身沐浴及沖澡，以及使用熱水。而以冷水清洗身體部份區域是可以的。性行為及學習妥拉則是被禁止的，然而學習悼念中的律法是被允許的。不得在安息日舉行公開的悼念，也不能再安息日舉行葬禮，然而安息日中是可以繼續「私下」悼念。守喪者通常會坐在低矮的凳子，甚至地板上，象徵性地表達哀痛。守喪者會在坐七期間結束才會返回工作崗位。
許多猶太社群會組成治喪義工委員會(Chevra Kadisha)幫忙處理後事，安排守喪者餐點，提供訪客小點心。若祈禱儀式在守喪者家中進行，則由成人守喪者來領禱。

### 訪問正在守喪的家
拜訪守喪者的家、打電話致哀等，通常被視為是具有同情心及仁慈的「好行為」(Mitzvah)。一到家中，訪客通常會保持沈默，直到守喪者先開口談話，以表達對家屬喪親之痛的尊重，與訪客的談話內容大多是分享死者的生命故事。
而離開阿什肯納茲猶太人的坐七家中時，訪客會背誦一段傳統經文：「願神與錫安及耶路撒冷的哀悼者同在。」(希伯來語：המקום ינחם אתכם בתוך שאר אבלי ציון וירושלים ，音譯：HaMakom yenachem etchem betoch sha'ar aveylei Tziyon viYerushalayim)。有些阿什肯納茲猶太人會再加上：「且願你不再有哀愁。」 ( 希伯來語：ולא תוסיפו לדאבה עוד‎， 音譯：Velo tosifu leda'ava od )。塞法迪猶太人的坐七家中，訪客背誦的經文會是：「願天堂安慰你」（希伯來語：מן השמים תנוחמו‎ ，音譯：min haShamayim tenuchamu）。
訪客若準備食物給悼念者，會被視為「好行為」。塞法迪猶太人的習俗則是為訪客奉上食物，這可以視為一個能為死者積德的「好行為」。塞法迪猶太人相信，每個祝福(beracha)都能算作給死者的靈魂(neshama)積德。阿什肯納茲猶太人的哀悼中，除了為要趕往上班地點的訪客奉上輕食外，是不供餐的。

## 引用資料
1. ↑  . ccbiblestudy.net.   [2016-12-25]. （原始内容存档于2017-05-30）.
2. ↑  . Wikipedia. 2016-10-16 （英语）.
3. ↑  . www.equiptoserve.org.   [2016-12-25]. （原始内容存档于2019-09-11）.